# Puccinia dioicae
Puccinia dioicae är en svampart. Puccinia dioicae ingår i släktet Puccinia och familjen Pucciniaceae.

## Underarter
Arten delas in i följande underarter:
- arenariicola
- extensicola
- schoeleriana
- silvatica
- dioicae